# Burg Melsztyn

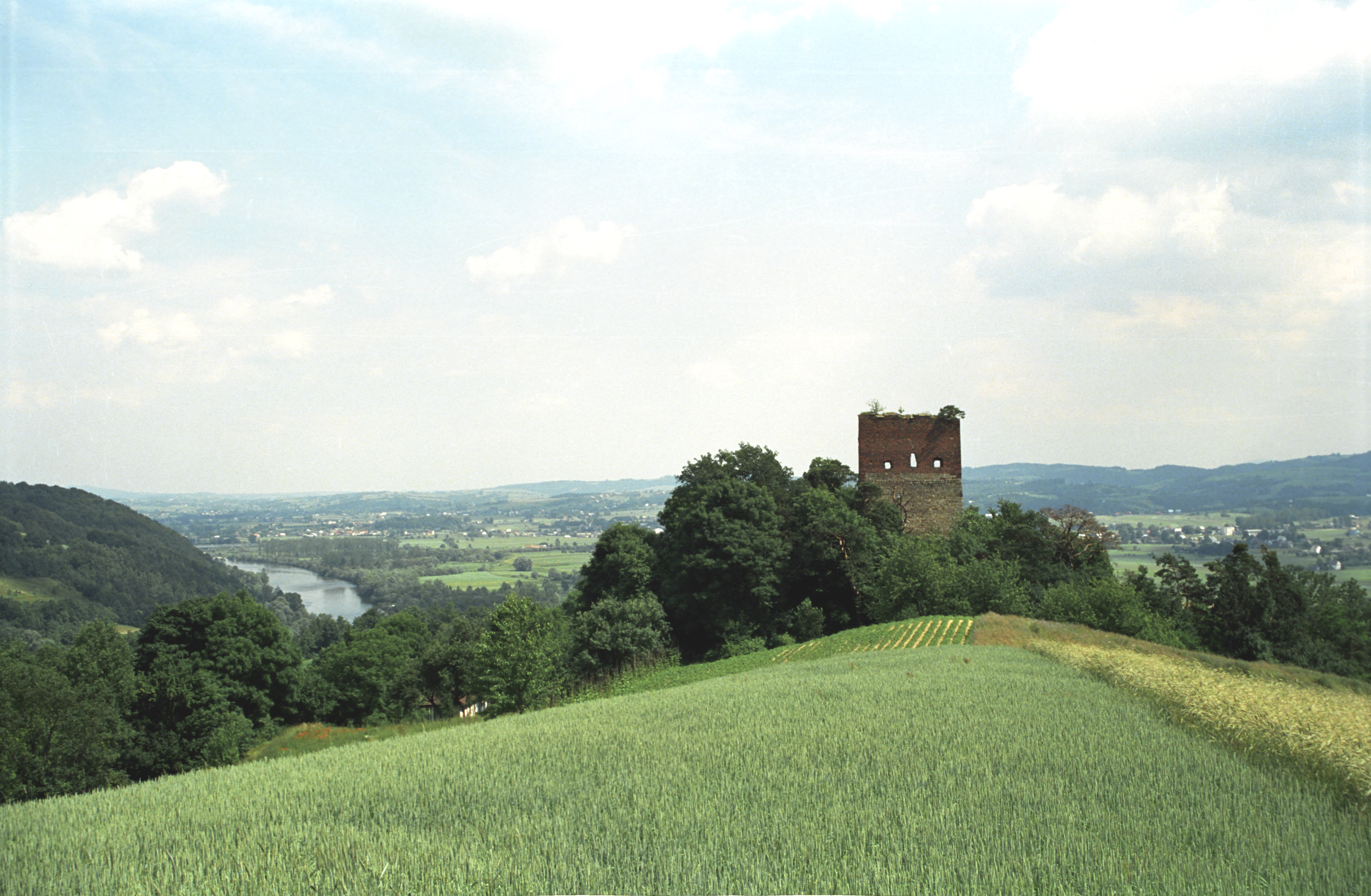
Burg Melsztyn vor der Rekonstruktion

Die Burg Melsztyn (polnisch Zamek w Melsztynie) ist eine Burgruine, die in Melsztyn bei Zakliczyn in der polnischen Woiwodschaft Kleinpolen am Fluss Dunajec im Gebirgszug der Beskiden Pogórze Wiśnickie liegt. Sie zählt zu den Dunajec-Burgen, die die mittelalterliche Handelsstraße vom Königreich Polen nach Oberungarn entlang des Dunajec und Poprads bewachten. Der Name ist deutschen Ursprungs und leitet sich von Mühlstein ab.

## Geschichte
Im Jahr 1347 bestätigte König Kasimir der Große den Erwerb von Melsztyn durch Spycimir Leliwita. Spycimir begann sodann mit dem Bau der Burg. 1362 weihte der Krakauer Bischof Bodzenta von Września die Burgkapelle ein. Die Burg blieb bis ins frühe 16. Jahrhundert im Besitz der Melsztyński. Im 15. Jahrhundert wurde die Burg ein Zufluchtsort von Hussiten in Polen. 1511 verkaufte Jan Melsztyński die Burg an Mikołaj Jordan aus Myślenice. Spytek Wawrzyniec Jordan ließ die Burg ab 1546 in ein Renaissance-Schloss umbauen. Nach seinem Tod wurde die Burg zwischen seinen beiden Töchtern und deren Ehemännern Andrzej Zborowski und Stanisław Sobek geteilt. 1601 ging die Burg an die Tarło. 1744 ging die Burg nach einem Duell an Kazimierz Poniatowski, den Bruder des späteren polnisch-litauischen Königs Stanislaus II. August Poniatowski und später seine Neffen aus dem Geschlecht der Lanckoroński. Während der Konföderation von Bar wurde die Burg 1770 zunächst von den Aufständischen besetzt und dann von russischen Truppen erobert und gebrandschatzt. Seither war sie dem Verfall preisgegeben und wurde von den Anwohnern als Steinbruch genutzt. Karl Lanckoroński ließ die Ruine in den 1880er Jahren sichern. Die Burg wird seit 2018 rekonstruiert.

## Persönlichkeiten
- Spytko von Mahlstein (1398–1439), polnischer Ritter, Kastellan von Biecz und Anführer der polnischen Hussiten in der Konföderation von Korczyn, hier geboren